# Conservatoire de Luxembourg
Le Conservatoire de Luxembourg est un conservatoire situé à Luxembourg.

## Histoire
Le conservatoire est fondé en 1906, après qu'une donation privée a permis sa création, mandatée par un arrêté grand-ducal de 1904,.

## Enseignement
Le conservatoire situé dans le Campus Geesseknäppchen compte actuellement plus de 2 600 étudiants, originaires de soixante pays, qui suivent plus de 5 000 cours au total.